# Pedrão
Pedrão är en kommun i Brasilien.   Den ligger i delstaten Bahia, i den östra delen av landet, 1 100 km öster om huvudstaden Brasília. Antalet invånare är 6 896.
Omgivningarna runt Pedrão är huvudsakligen savann. Runt Pedrão är det ganska glesbefolkat, med 29 invånare per kvadratkilometer.